# Lethal Weapon 2
Lethal Weapon 2 is een Amerikaanse actiefilm uit 1989 en is de tweede film in de Lethal Weapon-serie. De film ging op 7 juli 1989 in première, met in de hoofdrol weer Mel Gibson en Danny Glover, die de belangrijke getuige Leo Getz (Joe Pesci) moeten beschermen.

## Verhaal
De film speelt zich twee jaar af na het eerste deel. Martin Riggs en Roger Murtaugh, die inmiddels onafscheidelijk zijn geworden, rijden mee in een achtervolging tussen de LAPD en twee BMW's. De BMW's zijn van de Zuid-Afrikaanse ambassade en vervoeren illegale Krugerrands. Riggs en Murtaugh rijden in de nieuwe auto van Murtaugh's vrouw, Trish. Murtaugh maakt duidelijk dat er absoluut niks met de auto mag gebeuren, maar tijdens de achtervolging krijgt de auto het zwaar te verduren.
De BMW's splitsen uiteindelijk op en gaan ieder hun eigen weg. De bestuurders van een van de BMW's slagen erin, na een flink vuurgevecht, te ontsnappen via een onherkenbare helikopter. Riggs en Murtaugh proberen de andere BMW te pakken. De BMW crasht in een gebouw, maar de bestuurder ontkomt. Riggs en Murtaugh ontdekken de Krugerrands en krijgen later de taak om de oorsprong van het geld te vinden.
De ontsnapte bestuurder meldt zich bij zijn baas, de Zuid-Afrikaanse diplomaat Arjen Rudd. De bestuurder wordt vervolgens vermoord door Pieter Vorstedt, een andere diplomaat, omdat hij 1 miljoen dollar aan Krugerrands is verloren. Rudd geeft het dossier van Roger Murtaugh aan Vorstedt, ter informatie van de agent die op de Krugerrand-zaak is gezet. Vorstedt geeft aan dat hij hem niet gaat vermoorden, maar wel zal bedreigen. Later die nacht dringen Vorstedt en wat anderen consulaten het huis van Murtaugh binnen, binden hem en zijn vrouw vast en geven hem de waarschuwing de Krugerrand-zaak te beëindigen.
De volgende dag wordt het team van Murtaugh en Riggs ingelicht over het incident en krijgen te horen dat ze zich elke dag moeten melden. Om Murtaugh  wat rust te geven, krijgen hij en Riggs de opdracht van Hoofdinspecteur Murphy om een getuige, Leo Getz, te beschermen totdat Federale agenten hen komen aflossen. Tegen hun zin gaan ze naar het hotel toe waar Leo verblijft en kunnen net op tijd zijn leven redden, door een moordpoging op hem te onderscheppen. Riggs duwt de aanvaller uit het raam en springt erachter aan, Leo valt ook uit het raam en de drie vallen in een zwembad. Doordat Riggs Leo verwarde voor de aanvaller, slaagt de aanvaller erin te ontsnappen. Door deze situatie zijn Riggs en Murtaugh gedwongen om Leo in hun eigen huizen te beschermen. Leo vertelt hen dat hij onder bescherming is geplaatst, omdat hij een paar miljoen dollars aan witgewassen geld heeft achtergehouden. Ook komen Riggs en Murtaugh erachter waar de aanvaller zich bevindt en ze gaan er naartoe. De aanvaller ontsnapt echter weer en gaat ervandoor in een gestolen takelwagen. Na een korte achtervolging vindt de aanvaller de dood, doordat zijn gezicht tijdens een aanrijding met een surfboard doorboord werd.
Riggs, Murtaugh en Leo gaan terug naar het huis en met versterking van hun eenheid betreden ze het pand. In het pand treffen ze enkele mannen aan die alles aan het inpakken zijn. De mannen worden bevolen om zich over te geven. Arjen Rudd is echter ook aanwezig en maakt de LAPD duidelijk dat het pand een consulaat is en iedereen die er aanwezig is onder de diplomatieke onschendbaarheid valt. Hierop gaan Riggs, Murtaugh en de rest van de eenheid weg. Terwijl ze weggaan, maakt Riggs kennis met Rika van den Haas, een liberale Afrikaner die Rudds secretaresse is en ook werkzaam is bij het consulaat.
In een poging om meer over de ambassade en hun criminele activiteiten te weten te komen, creëren Murtaugh en Leo een oproer voor de Zuid-Afrikaanse ambassade, waardoor Riggs ongemerkt binnen kan dringen. Riggs vindt echter niks, alleen een naam: Alba Varden. Rudd ontdekt Riggs in het pand en verwijderd hem, waarop Vorstedt vervolgens de opdracht krijgt om de eenheid uit te schakelen. Dit begint bij Murtaugh, bij hem wordt een bom in zijn toilet geplaatst, die ontploft zodra hij opstaat. Met behulp van de Bomb Squad overleeft Murtaugh de aanslag, maar zijn badkamer veranderde in een gapend gat. Later die dag komt Riggs Rika tegen en neemt haar mee naar huis. Rika vertelt Riggs dat ze het niet eens is met het Apartheidsregime en dat ze doorheeft dat Rudd zich achter zijn diplomatieke onschendbaarheid schuilt. Later die avond wordt de eenheid van Murtaugh op brute wijze om het leven gebracht en wordt Riggs' trailer aangevallen door helikopters. Riggs en Rika slagen erin te ontsnappen en Riggs schakelt de aanvallers uit. Riggs brengt Rika naar huis toe, maar wordt daar opgewacht door Vorstedt en zijn mannen. Die ontvoeren de twee. Vorstedt vertelt Riggs dat hij verantwoordelijk is voor de dood van zijn vrouw, omdat hij haar aanzag als Riggs. Hierop wordt Riggs in een dwangbuis het water ingegooid, en terwijl hij naar de bodem zakt, ontdekt hij het lichaam van de verdronken Rika. Riggs slaagt erin te ontsnappen, door zijn schouder uit de kom te halen. Als hij boven water komt, vermoordt hij twee van Vorstedts mannen.
Intussen zijn Murtaugh en Leo naar het huis van Murtaugh gegaan iets te zoeken. Murtaugh komt erachter dat Alba Varden de naam van een schip is. Ook bij zijn huis wachten Vorstedts mannen op hen en ontvoeren Leo. Twee aanvallers proberen Murtaugh aan te vallen, maar hij schakelt ze beide uit met een nietpistool. Murtaugh gaat naar het consulaat om Leo te bevrijden, onderweg komt hij de wraakzuchtige Riggs tegen die iedereen in het consulaat wil vermoorden. Terwijl Murtaugh Leo bevrijd, trekt Riggs met zijn auto de consulaat van de heuvel (het huis is op stelten gebouwd). Ze sturen Leo naar het politiebureau om hoofdinspecteur Murphy te waarschuwen.
Riggs en Murtaugh gaan naar de haven toe om de Alba Warden te onderscheppen. Ze worden opgesloten in een zeecontainer vol drugsgeld en een Mercedes. Om te ontsnappen rijdt Riggs de Mercedes met hoge snelheid de container uit, waardoor de Mercedes en al het drugsgeld het water in verdwijnen. Na een vuistgevecht met Vorstedt, laat Riggs een container op hem vallen. Direct daarna wordt Riggs meerdere keren in zijn rug geschoten door Rudd. Murtaugh richt zijn dienstwapen op Rudd, maar Rudd laat wederom weten dat hij onschendbaar is. Hierop schiet Murtaugh hem alsnog neer met de mededeling dat die onschendbaarheid nu ingetrokken is. Murtaugh gaat naar de gewonde Riggs toe en die beginnen samen te lachen, terwijl de hulpdiensten arriveren.

## Rolverdeling
| Acteur            | Personage                  |
| ----------------- | -------------------------- |
| Mel Gibson        | Rechercheur Martin Riggs   |
| Danny Glover      | Rechercheur Roger Murtaugh |
| Joe Pesci         | Leo Getz                   |
| Joss Ackland      | Arjen Rudd                 |
| Derrick O'Connor  | Pieter Vorstedt            |
| Patsy Kensit      | Rika Van Den Haas          |
| Steve Kahan       | Hoofdinspecteur Ed Murphy  |
| Darlene Love      | Trish Murtaugh             |
| Traci Wolfe       | Rianne Murtaugh            |
| Mark Rolston      | Hans                       |
| Jenette Goldstein | Agent Meagan Shapiro       |
| Damon Hines       | Nick Murtaugh              |
| Ebonie Smith      | Carrie Murtaugh            |
| Dean Norris       | Tim Cavanaugh              |
| Juney Smith       | Tom Wyler                  |
| Nestor Serrano    | Eddie Estaban              |

## Trivia
- Tijdens het filmen van Lethal Weapon 2 kwam Richard Donner erachter dat Mel Gibson elke ochtend zo'n vijf pinten bier dronk. Ondanks zijn alcoholverslaving, stond Mel Gibson bekend om zijn professionaliteit en nauwkeurigheid.
- In de scène waarin Leo Getz Riggs' huis schoonmaakt, is op de achtergrond het nummer "I'm Not Scared" te horen. Dit nummer werd geschreven en ingezongen door de Britse popgroep Eighth Wonder, waarvan Patsy Kensit de hoofdzangeres was.
- De scène waarin Riggs het huis op stelten naar beneden trekt, kostte meer dan 500.000 dollar.
- Hoewel Zuid-Afrika in de film door de sluik werd gehaald, werd de film een enorm succes in dat land.
- Toen Nelson Mandela in 1994 werd verkozen, werd de film onaangekondigd op de Australische televisie uitgezonden.

## Filmmuziek
De filmmuziek is geschreven, gecompileerd en gezongen door Eric Clapton.
Het album ziet er als volgt uit:
1. "Cheer Down" - George Harrison
2. "Still Cruisin' (After All These Years)" - The Beach Boys
3. "Knockin' on Heaven's Door - Randy Crawford/Eric Clapton/David Sanborn
4. "Riggs"
5. "The Embassy"
6. "Riggs and Roger"
7. "Leo"
8. "Goodnight Rika"
9. "The Stilt House"
10. "The Shipyard/Knockin' on Heaven's Door"